# Enrique Claudio Girbal
Enrique Claudio Girbal y Nadal (Gerona, 1839-Gerona, 1896) fue un escritor, anticuario, periodista, cronista e historiador español.

## Biografía
Nació el 16 de noviembre de 1839 en Gerona. Cultivó la poesía bajo el seudónimo Lo trovador del Onyar. Dedicado al estudio de la historia, a la bibliografía y a la antigüedades, colaboró en varias revistas. Fundó y dirigió los periódicos locales La Espingarda (1861), El Eco de Gerona y La Crónica de Gerona (1864), La Revista de Gerona (1875) y El Orfeonista (1887). En 1868 el Gobierno civil de la provincia de Gerona le comisionó para emitir un informe sobre el estado de los archivos de la ciudad de Gerona que obraban en poder de la Administración de Hacienda y en 1872 se le encargó el arreglo de los archivos de los establecimientos de beneficencia provincial. La Real Academia de la Historia, a propuesto del Gobierno civil, nombró a Girbal conservador del Museo de antigüedades de Gerona, al que realizó algunos donativos. En 1871 fue presidente de la Comisión organizadora de la "Asociación Literaria" de la que también fue elegido presidente en 1875. Fue mantenedor de los Juegos florales de Barcelona en 1876 y, en 1878, presidente de la Asociación para el Fomento de las Bellas Artes de Gerona, además de formar parte de varias juntas para organizar la concurrencia a exposiciones nacionales y extranjeras. La Asociación Literaria de Gerona le premió en 1873 sus Memorias literarias de Gerona, en 1881 la memoria histórica El sitio de Gerona, en 1883 Tossa, noticias históricas, tradiciones y costumbres de esta villa y su término y en 1885 una biografía del cardenal gerundense Benito de Sala y de Caramany. Cronista de la ciudad de Gerona, fue inspector de antigüedades, individuo correspondiente de las Reales Academias de la Historia y San Fernando de Madrid, y de la de Buenas de Letras de Barcelona, además de vocal de la comisión provincial de monumentos históricos y artísticos de Gerona. También fue socio de la económica gerundense de Amigos del País, correspondiente de la Sociedad Arqueológica Tarraconense, de la nacional de anticuarios de Francia, del Instituto arqueológico imperial germánico de Roma y de la Sociedad Antropológica Española. Falleció el 22 de enero de 1896 en Gerona.

## Obras
- Bañolas. Noticias históricas de esta villa (1863).[1]
- Obispos de Gerona (cuadro cronológico).[1]
- Guía-cicerone de la inmortal Gerona. Viaje por la ciudad (1866).[1]
- El príncipe de Gerona. Historia de este título y noticia de las personas que lo usaron (1865).[1]
- Escritores gerundenses. Apuntes biográficos y noticias de sus obras (1867).[1]
- Folliase (1868).[1]
- Los judíos en Gerona. Colección de noticias históricas (1870).[1]
- Memorias literarias de Gerona (1875).[1]
- Álbum monumental de Gerona. Colección de vistas fotográficas de monumentos de la ciudad y un resumen de los mismos (1876).[1]
- Reseña de los públicos regocijos con que la inmortal Gerona celebró la feliz terminación de la Guerra civil en los días 19, 20 y 21 de marzo de 1876 (1878).[1]
- Un recuerdo á la memoria de los ilustres defensores de Gerona en los gloriosos sitios de 1808 y 1809 (1873).[1]
- Colbes molt devotas á honor senyor De de la sua boneyta mara, tetas per lo magnifich Mossen Bernat Estrus (1878).[1]
- Notas sobre los cueros de Córdoba, guadamaniles en España, etc por el barón de Daviller. Traducción (1879).[1]
- La Rosa de Oro (1880).[1]
- Centenario de Calderón de la Barca (1881).[1]
- El sitio de Gerona (1882).[1]
- Una obra en prosa del popular poeta doctor Francesch Vicens García, rector de Vallfogona (1882).[1]
- Catálogo razonado de los cuadros del Museo provincial de Gerona (1882).[1]
- El Santuario de San Gerardo (Sant Grau) del término de la villa de Tossa (1884).[1][1]
- Tossa. Noticias y costumbres de esta villa y su término (1884).[1]
- El castillo de Brunyolas (1885).[1]
- Biografía del cardenal gerundense don Fray Benito de Sala y de Caramany (1886).[1]
- Espumas. Cantares precedidos de un prólogo de Mendoza de Vives (1886).[1][1]
- Estudio histórico artístico acerca de los baños árabes de Gerona (1888).[1]
- Epistolario del cardenal gerundense, obispo de Barcelona, don Fray Benito de Sala y de Caramany (1889).[1]
- Los signos del zodiaco (1891).[1]
- Rasgueos. Nuevos cantares (1891).[1]